# Lorrie Moore
Lorrie Moore (született: Marie Lorena Moore; 1957. január 13.) amerikai író, kritikus és esszéíró. Leginkább novelláiról ismert, amelyek közül néhány jelentős díjat nyert. 1984 óta kreatív írást is tanít.

## Életrajza
Marie Lorena Moore a New York-i Glens Fallsban született, és szülei "Lorrie"-nek becézték. A St. Lawrence Egyetemre járt. 19 évesen megnyerte a Seventeen magazin szépirodalmi versenyét. A "Raspberries" (Málna) című történetet 1977 januárjában adták ki. A St. Lawrence-i diploma megszerzése után Manhattanbe költözött, és két évig jogi asszisztensként dolgozott.
1980-ban Moore beiratkozott a Cornell Egyetem M.F.A. (Master of Fine Arts) programjába, ahol Alison Lurie tanította. A Cornell-i diploma megszerzése után Moore-t egy tanár arra ösztönözte, hogy vegye fel a kapcsolatot Melanie Jackson irodalmi ügynökkel, aki beleegyezett, hogy ügyfélként vegye fel. 1983-ban Jackson eladta a Knopfnak Moore Self-Help című gyűjteményét, amely szinte teljes egészében a szakdolgozatának történetét tartalmazza.

## Művei

### Novellák
Novellásgyűjteményei a Self-Help (1985), a Like Life, a New York Times bestseller Birds of America és a Bark. Közreműködött a The Paris Review-ban. A The New Yorkerben megjelent első története, a "You're Ugly, Too" is, később bekerült a John Updike által szerkesztett Az évszázad legjobb amerikai novellái közé (The Best American Short Stories of the Century). Egy másik, a The New Yorkerben is megjelent "People Like That Are the Only People Here" című történetet újranyomták a The Best American Short Stories éves gyűjtemény 1998-as kiadásában; egy kisgyerek megbetegedéséről szóló mesét, a darab lazán Moore saját életének eseményeit mintázta. A történet a David Sedaris által szerkesztett Children Playing Before a Statue of Hercules (Gyermekek játszanak Herkules szobra előtt)) című 2005-ös antológiában is szerepelt.
Moore összegyűjtött történeteit 2008 májusában adta ki az Egyesült Királyságban, a Faber and Faber. Tartalmazza az összes korábban megjelent gyűjtemény történetét, részleteket Anagrams című regényéből, és három, korábban össze nem gyűjtött történetet, amely először a The New Yorkerben jelent meg.
Legújabb gyűjteménye, a Bark 2014-ben jelent meg. A The Story Prize döntőse lett, és bekerült a Frank O'Connor International Short Story Award előválogatói közé.

### Regények
Regényei az Anagrams (Anagrammák, 1986), Who Will Run the Frog Hospital? (Ki fogja vezetni a békakórházat?, 1994), és A Gate at the Stairs (Kapu a lépcsőn, 2009). Az Anagrams kísérleti formájával meglehetősen hideg kritikai fogadtatásban részesült. A Who Will Run the Frog Hospital egy olyan nő története, aki a férjével nyaral, aki felidézi kamaszkora heves barátságának emlékét. A Gate at the Stairs közvetlenül a szeptember 11-i támadás után játszódik, és egy 20 éves közép-nyugati nő nagykorúvá válásáról szól.
Moore 2023-as, I Am Homeless if This Is Not My Home (Hajléktalan vagyok, ha ez nem az otthonom) című regényéről a New Yorkeres Parul Sehgal ezt írta: „Lorrie Moore-ról azt mondhatnánk, amit Updike-ról – hogy ő a legnagyobb írónk nagyszerű regény nélkül –, de milyen ócska érzés lehet a „nagyság”, amikor egy ilyen határozott és fájdalmat okozó mű szokatlan, beszennyező, birtokló ereje elkapja. Szinte erőszakos teljesítmény: egy író előremutató, új terepet nyit meg – feldarabolja magának a narratívának a konvencionális fogalmait és kötelezettségeit”.

### Gyermekkönyvek
Moore írt egy gyerekkönyvet The Forgotten Helper (Az elfelejtett segítő) címmel, egy manóról, akit a Mikulás tévedésből a "jó" listáján szereplő legrosszabb gyerek otthonában hagyott hátra. Az elfnek (manónak) segítenie kell a gyermeket, hogy a következő évben jó legyen, mikor a Mikulás jövő karácsonykor visszatér.

### Esszék
Moore időnként ír könyvekről, filmekről és televízióról a The New York Review of Books számára. Esszéiből, kritikájából és megjegyzéseiből egy gyűjteményt tett közzé a Knopf a See What Can Be Done címmel 2018 áprilisában.

## Tudományos karrier
Moore Delmore Schwartz bölcsészprofesszora volt a Wisconsin–Madison Egyetemen, ahol 30 éven át kreatív írást tanított. 1984-ben csatlakozott az ottani karhoz, majd 2013 őszén otthagyta a Vanderbilt Egyetem karát, ahol jelenleg Gertrude Conaway Vanderbilt angol professzor.
Tanított a Cornell Egyetemen, a Baruch College Sidney Harman rezidens íróként és a Michigani Egyetem kreatív írási MFA programjában, valamint a Princetonban és a NYU-n.

## Bibliográfia

### Novellák
- 1985 – Self-Help; ISBN 0-446-67192-4
- 1990 – Like Life; ISBN 0-375-71916-4
- 1998 – Birds of America'; ISBN 0-312-24122-4
- 2008 – The Collected Stories; ISBN 978-0-571-23934-4
- 2014 – Bark; ISBN 0-307-59413-0
- 2020 – Collected Stories; ISBN 978-0-375-71238-8

### Regények
- 1986 – Anagrams; ISBN 0-307-27728-3
- 1994 – Who Will Run the Frog Hospital?; ISBN 1-4000-3382-9
- 2009 – A Gate at the Stairs; ISBN 978-0-375-40928-8
- 2023 - I Am Homeless if This Is Not My Home; ISBN 978-0-593-74415-4 [26][27][28]

### Gyermekkönyvek
- 1987 – The Forgotten Helper; ISBN 0-440-41680-9

### Non-fiction
- 2018 – See What Can Be Done; ISBN 978-1524732486

### Magyarul megjelent
- Köszönöm, hogy meghívtál (Bark) – Park, Budapest, 2016 · ISBN 9789633551912 · Fordította: Gy. Horváth László
- Otthontalan vagyok, ha nem ez az otthonom (I Am Homeless if This Is Not My Home) – Park, Budapest, 2024 · ISBN 9789636330750 · Fordította: Dudik Éva Annamária

## Díjai
Moore 1998-ban elnyerte az O. Henry-díjat a The New Yorkerben 1997. január 27-én megjelent "People Like That Are the Only People Here" című novellájáért.
1999-ben Moore-t a The Irish Times Nemzetközi Szépirodalmi Díj nyertesének választották a Birds of America elismeréseként.
2004-ben a Rea-díj novelláért nyertesévé választották, az ebben a műfajban elért kiemelkedő teljesítményéért.
2006-ban beválasztották az Amerikai Művészeti és Irodalmi Akadémia tagjává, és a Wisconsini Tudományos, Művészeti és Irodalmi Akadémia munkatársa.
2008-ban az Oxfordi Egyetem éves Esmond Harmsworth előadását tartotta az amerikai művészetekről és irodalomról az egyetem Rothermere Amerikai Intézetében.
2009-es regénye, az A Gate at the Stairs (Kapu a lépcsőnél) döntős volt a 2010-es PEN/Faulkner szépirodalmi díjra és az Orange Prize for Fiction-re.
A Bark bekerült a 2014-es "Frank O'Connor International Short Story Award"-díjra, és bekerült a The Story Prize döntőjébe.

## Egyéb információk
- Elizabeth Gaffney (2001. szeptember 1.). „Lorrie Moore, The Art of Fiction No. 167”. The Paris Review.
- “Words, Wit, & Wild Hearts: A Conversation with Author Lorrie Moore”, On Wisconsin (Spring 2010)
- Moore esszéi The New York Review of Books(wd)
- Archive of Moore's writings for The New Yorker

## Fordítás
- Ez a szócikk részben vagy egészben  a   Lorrie Moore című angol Wikipédia-szócikk fordításán alapul.  Az eredeti cikk szerkesztőit annak laptörténete sorolja fel. Ez a jelzés csupán a megfogalmazás eredetét és a szerzői jogokat jelzi, nem szolgál a cikkben szereplő információk forrásmegjelöléseként.